# يوسف السلكوتي
يوسف السلطوتي (4 نوفمبر 1986 -) هو فنان تشكيلي ورسام كاريكاتير مصري.

## حياته ونشأته
يوسف محمد يوسف السلكوتي، ولد بمدينة السويس في مصر في 4 نوفمبر 1986.

## مسيرته[2]
مؤمن بجميع المدارس الفنية والتشكيلية شارك في عدة معارض فنيه وشارك أيضا في بديكور بعض الأعمال المسرحية وشارك أيضا في عدة مهرجانات في مصر والدول العربية ولد بمدينة السويس في مصر وهي احدي محافظات القنال، وقد ظهرة موهبته منذ الصغر ومن الجدير ذكره انه في بادئ الأمر سعى جاهداً في تعليم نفسه بنفسه ثم التحق باحدي دور الرسم ودور الثقافة حيث اكتشف مواهبه المتعددة مثل النحت والحفر الخزفي والمعدني والتصوير الزيتي وبعد ذلك درس الفن كدراسه حره في كل من كليه الفنون الجميلة والفنون التطبيقية حيث درس تاريخ الفن ومدارسه ومن المميز للفنان يوسف السلكوتي انه برع في استخدام جميع المدارس وببراعه ازهلته هو شخصيا ودرس الفن الساخر عندما شجعه علي ذلك فنان الكاريكاتير المعروف عاطف سالم حيث أنه راي فيه الموهبة المميزة وعمل في عدة جرائد مصرية قومية ومحلية، كرسام كاريكاتير ولاقى اهتماماً من الناس بسبب خطوطه المميز وهو أيضا كان علي درجه من الثقافة وهو كان يعد من الشباب القلائل الموسوعين فكان نهم للمعرفه في كل المجالات والكتابات وكان يقرأ كل ماكان يقع تحت يده مما ساعد علي خلفيه ثقافيه ظهرت في الكثير من أعماله ولازال يتابع أعماله حتى الآن بين مدينتي السويس والعاصمة القاهرة.